# Intarsia

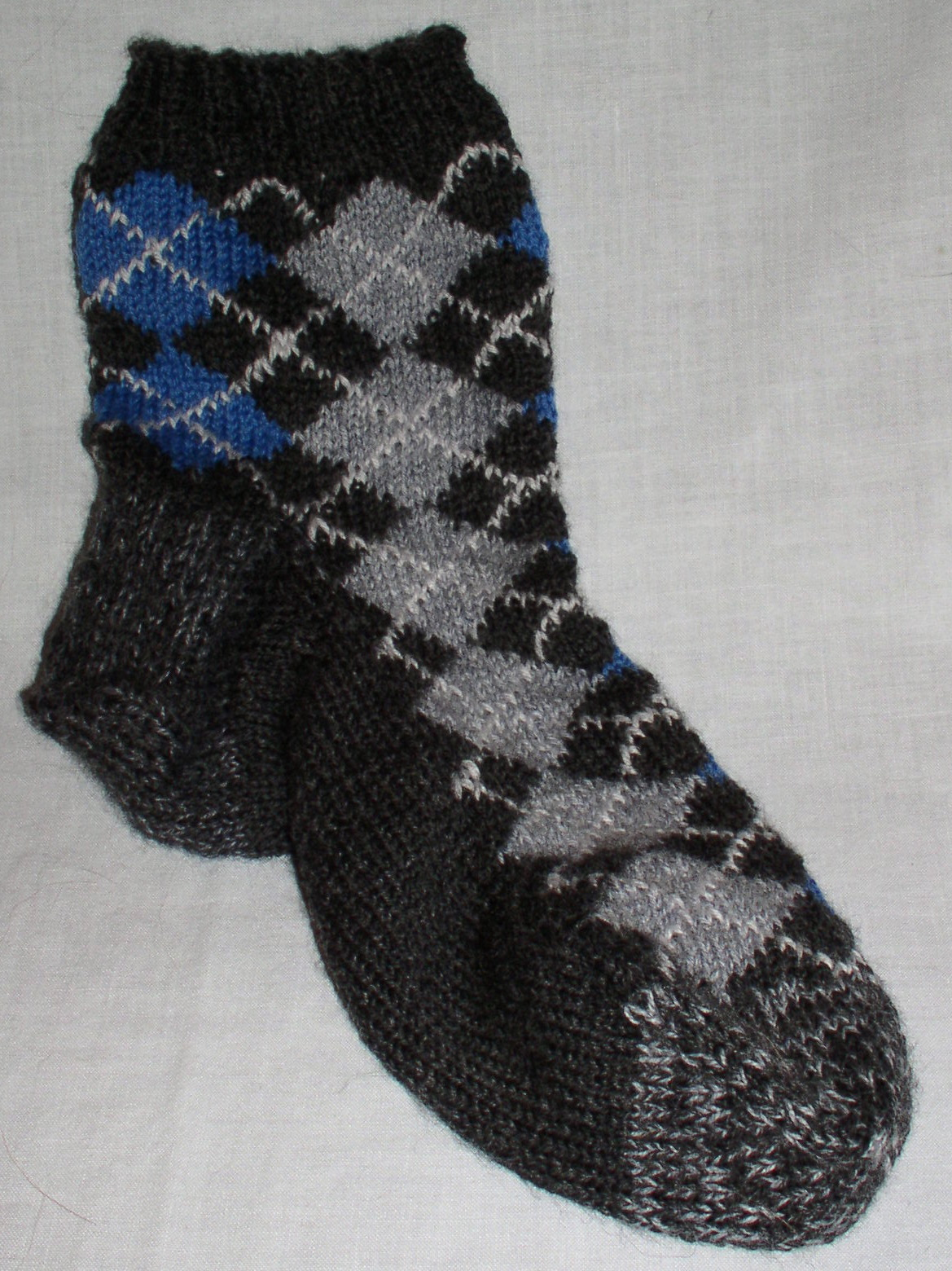
Un calcetín en rombos, tejido con intarsia

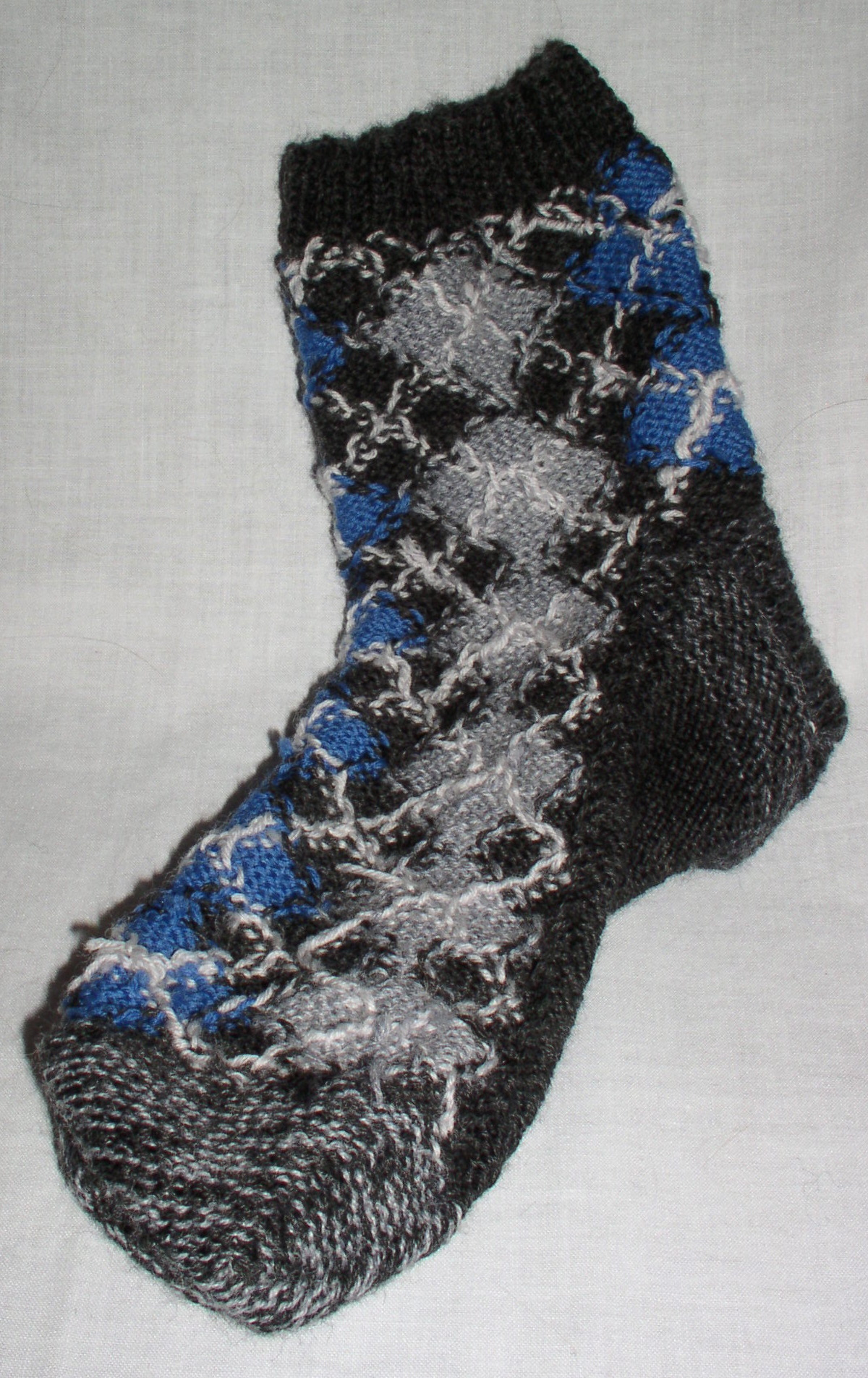
El interior del mismo calcetín de rombos, mostrando la falta de hilos llevados, y el giro en cada cambio de color.

La intarsia es una técnica de tejido utilizada para crear patrones con múltiples colores. Al igual que con la técnica de carpintería homónima, los campos de diferentes colores y materiales parecen estar incrustados unos en otros, encajando como un rompecabezas.
A diferencia de otras técnicas multicolores (incluidas el Fair Isle, el color de la puntada deslizada y el tejido doble ), solo hay un color "activo" en cada puntada y el hilo no se lleva por la parte posterior del trabajo; cuando un color cambia en una fila dada, el hilo viejo queda colgando. Esto significa que cualquier pieza de intarsia es topológicamente varias columnas de color disjuntas; un círculo cian simple sobre un fondo blanco implica una columna de cian y dos de blanco, una para la izquierda y otra para la derecha. La intarsia suele trabajarse plana, en lugar de circular . Sin embargo, es posible tejer intarsia en tejido de punto circular usando técnicas particulares.
Los ejemplos comunes de intarsia incluyen suéteres con características grandes y de colores sólidos como frutas, flores o formas geométricas. Los calcetines y suéteres Argyle normalmente se hacen en intarsia, aunque las delgadas líneas diagonales a menudo se superponen en un paso posterior, usando zurcido suizo o, a veces, simplemente un pespunte .

## Técnica

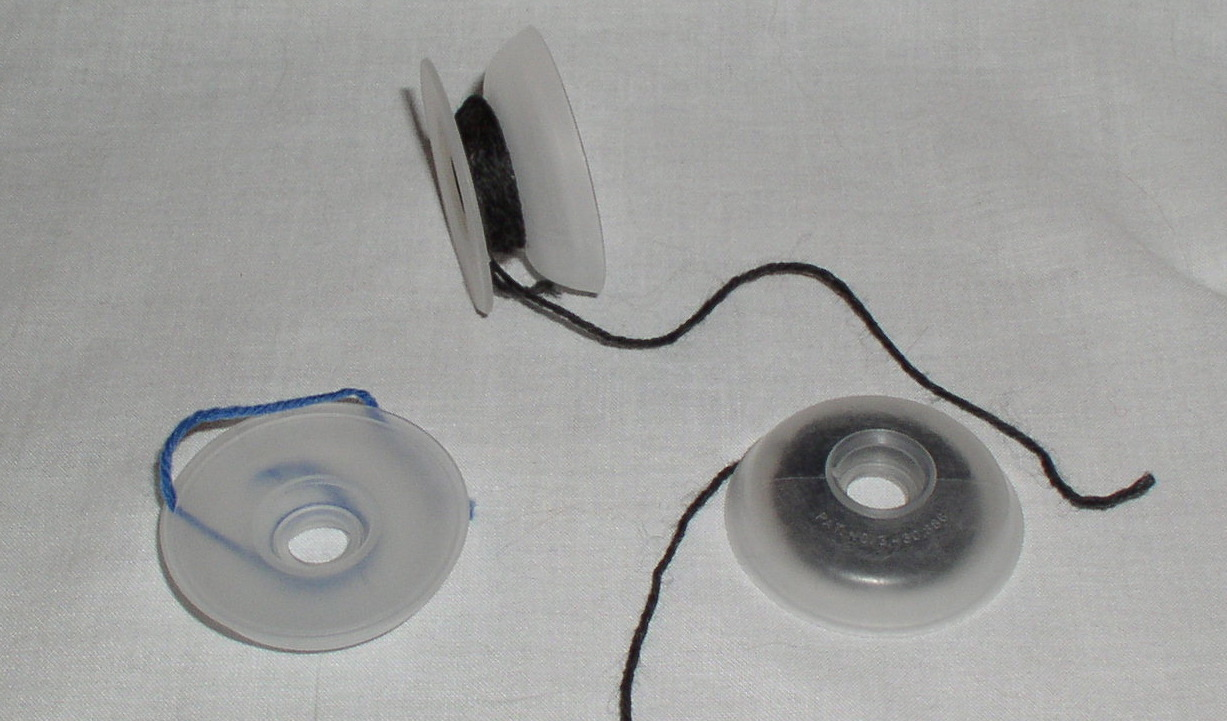
Bolillos de intarsia

En teoría, tejer en intarsia no requiere habilidades adicionales más allá de estar generalmente cómodo con las puntadas básicas del derecho y del revés. Los materiales necesarios incluyen varios colores de hilo, agujas estándar y bobinas . Las bobinas sirven para contener el hilo inactivo y evitar que se enrede. A diferencia de los angostos de madera que se utilizan para hacer encajes de bolillos, los modernos bolillos de intarsia se asemejan a yo-yos de plástico translúcido que pueden apretarse para evitar que el hilo se desenrolle.
Después de enrollar unas pocas yardas de cada color en su propia bobina (y posiblemente el valor de varias bobinas de algunos colores), la tejedora simplemente comienza a tejer su patrón. Cuando llegan a un punto en el que el color cambia, la tejedora coloca el nuevo color debajo del anterior (para evitar agujeros) y comienza a tejer con él. Si se teje plano, al final de la fila, la pieza se da la vuelta al igual que con el tejido normal, y el tejedor regresa por donde vino.
El patrón de intarsia más simple es para rayas verticales rectas. Después de la primera fila, se continúa el patrón trabajando siempre cada punto en el mismo color que la fila anterior, cambiando de color exactamente en el mismo punto de cada fila. Para hacer patrones más elaborados, uno puede dejar que este límite de color se desplace de una fila a otra, cambiando los colores unas cuantas puntadas antes o después cada vez.
Los patrones de intarsia casi siempre se dan como gráficos (que, debido a la mecánica del tejido, se leen comenzando en la esquina inferior derecha y continuando hacia arriba). Los gráficos generalmente se ven como dibujos de dibujos animados altamente pixelados, en este sentido se asemejan a gráficos de computadora de matriz de puntos o patrones de bordado (aunque generalmente sin el matiz de color de este último).

## Tejer intarsia en redondo
Existen varias técnicas para ejecutar la intarsia al tejer circularmente. Ejecutar la intarsia "en redondo" elimina la necesidad de costuras y, en un caso, de girar la pieza y trabajar del revés. Priscilla Gibson-Roberts analiza cuatro técnicas para tejer intarsia en redondo en su libro, Ethnic Socks & Stockings .